# Mur (væg)
 For alternative betydninger, se Mur. (Se også artikler, som begynder med Mur)
En mur er en betegnelse for en vægkonstruktion opført af sten og andre byggematerialer, såsom teglsten, og bruges som en linje til at danne en afgrænsning. En mur kan sammen med andre mure danne aflukker, der sammen med overdækninger, kan skabe levevilkår for mennesket, som vi kender det fra huse. Mure kan også tjene forsvarsformål som i borge, voldsteder og bymure.
Måden en mur opføres regelmæssigt på kaldes forbandt. Der er igennem tiden anvendt og udviklet mange forskellige former for forbandt med forskellige formål, både udseendesmæssige og praktiske.

## Etymologi
Ordet mur kommer af latin murus (da. væg, mur), og ordet kendes fra flere europæiske sprog, såsom tysk Mauer og fransk mur.

## Regionale og anvendelsesmæssige forskelle
Mure kendes lige så længe mennesket har haft behov for at skåne sig selv mod vejr og fjender og indhegne territorier. Man har anvendt de materialer, man havde ved hånden og tilvirket dem og forarbejdet dem efter evne og ressourcer.
Mure varierer derfor meget i udtryk og djærvhed alt efter hvem der har bygget dem og til hvilket formål.

Der er således forskel på, om en mur er bygget af marksten i et landbosamfund eller af udhuggede kalksten eller ensartede, fine munkesten til et kongeligt formål.

### Norden
I Danmark, hvor sten har været en sparsom ressource, har man anvendt granitsten, som man flyttede og evt. hyggede op, og senere og senere først tørrede og senere brændte ler- og teglsten. Teglsten brændtes på teglværker. Danmark har modsat Sverige og Norge kun begrænsede stenbrud, og derfor er den primære byggeform i Danmark teglmurværk. På grund af råvaremangel er mange bygninger derfor også blevet ofre for stenhugst, dvs. at man har genbrugt sten fra et mindre vigtigt bygningsværk til andre, vigtigere bygningsværker, og ofte indebar dette transport over meget store afstande. Eksempler i Danmark er nedrivningen af Kalø Slot for at bygge Charlottenborg, ligesom dele af Nyborg Slot blev nedrevet for at opføre Odense Slot.

### Antikken
Samtidig med, at folk i Norden arbejdede med ler- og granitsten, var man sydpå, bl.a. i antikkens græske bystater langt fremme med at håndtere store sten. I Mykene ser man for eksempel mure opført af meget store sten, der er poligone, dvs. flersidede, men tilhuggede, så de passer perfekt på alle leder. Disse kaldes polidromer. Man ser også meget store sten, der er tilhugget i kvadre af ensartede dimensioner. Disse kaldes isodromer.
| Arkitektur | Spire Denne arkitekturartikel er en spire som bør udbygges. Du er velkommen til at hjælpe Wikipedia ved at udvide den. |